# Индийската гробница
„Индийската гробница“ (на немски: Das Indische Grabmal) е приключенски филм на германския режисьор Фриц Ланг от 1959 година, копродукция на ФРГ, Франция и Италия. Той е продължение на излезлия на голям екран през 1959 година филм Тигърът от Ешнапур.

## Сюжет
Оцелели като по чудо в пустинята Тар докато бягат от кавалерията на махараджата Чандра (Валтер Рейер), архитекта Харолд Бергер (Паул Хюбшмид) и танцьорката Сита (Дебра Пейджит) се възстановяват в индийско селце, където търговците от кервана оставят непознатите за тях щастливци, докато те се възстановят. В стремежа си да изнамери бегълците, махараджатае издадава заповед никой да не приютява чужди хора. Скоро обаче те са открити и се налага да бягат в планината, където са издебнати и заловени в жестока схватка, като по пътя си войниците на махараджата опожаряват селото, приютило преди това Харолд и Сита.
Пристигналите в Ешнапур европейци, семейство Роде – Валтер (Клаус Холм), колега и приятел на Харолд, и Ирене (Сабине Бетман), сестра на архитекта – се опитват да разберат какво се е случило с него. По същото време интригите в двореца набират скорост, където Рамигани, брат на махараджата, подготвя преврат срещу него. Междувременно Валтер отказва на Чандра да построи гробница, в която Сита да бъде погребана жива – участ, която махараджата е подготвил за танцьорката, защото е отхвърлила неговите чувства.
Прекрасната Сита е върната в двореца при махаражата, но хитрият Рамигани скрива от Чандра, че Харолд е останал жив. Архитектът е хвърлен тайно от всички в тъмница – положение, от което Рамигани смята да извлече голяма изгода.

## В ролите
- Паул Хюбшмид като Харолд Бергер
- Дебра Пейджит като Сита
- Валтер Рейер като махараджа Чандра
- Клаус Холм като Валтер Роде
- Сабине Бетман като Ирене Роде
- Валери Инкижиноф като Яма
- Рене Делтген като принц Рамигани
- Гуидо Челано като генерал Даг
- Йохен Брокман като Падху
- Йохен Блуме като инженер Асагара

## Интересни факти
- Снимките на филма протичат сред живописните пейзажи на дворците в град Удайпур, столица на историческата област Мевар в Раджастан (Индия) и Берлин.
- Двата филма, Тигърът от Ешнапур и Индийската гробница, специално за екраните в САЩ са монтирани като един под заглавието „Пътешествие към изгубения град“.